# John Vennerholm

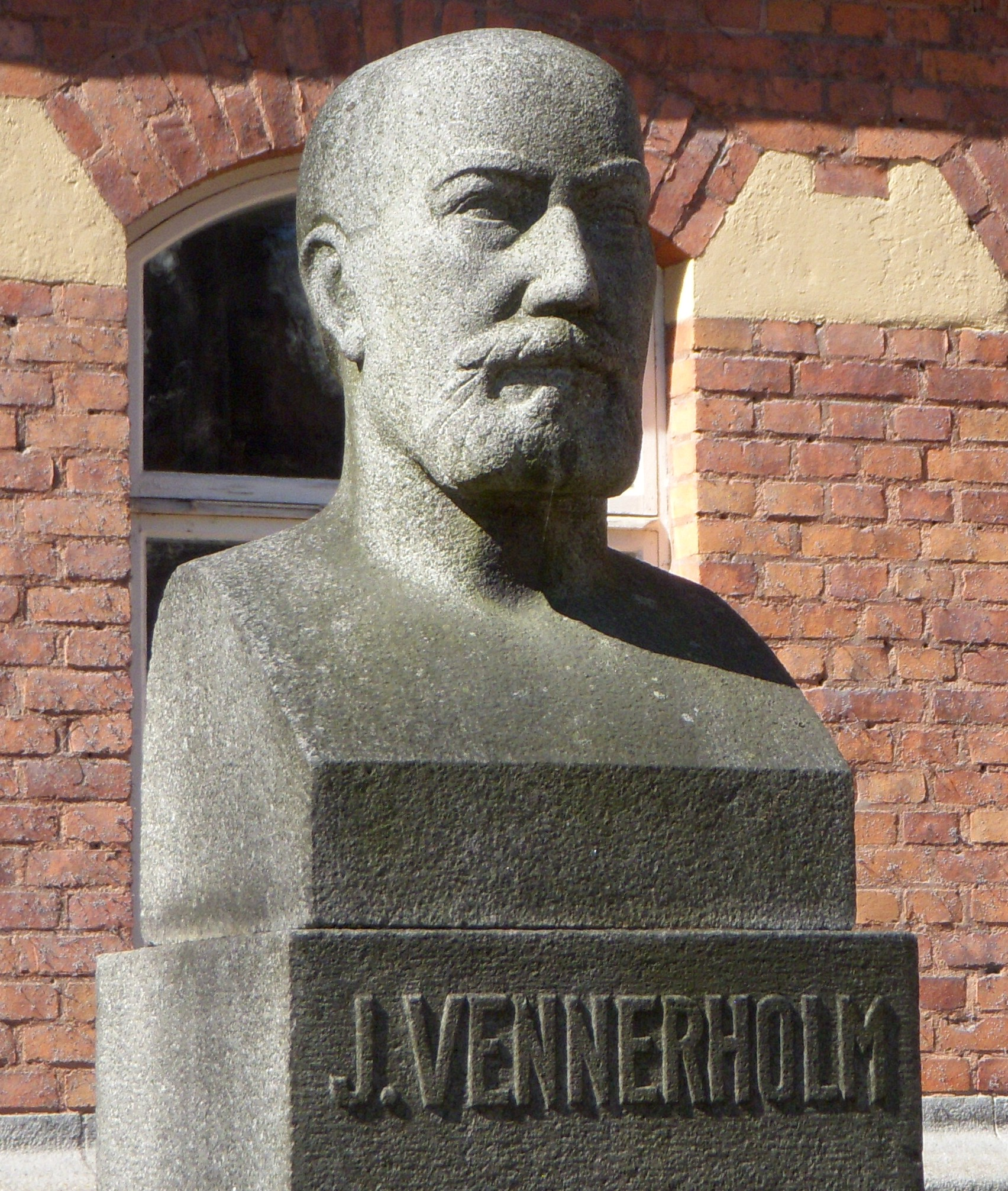
Vennerholm utanför f.d. Veterinärhögskolan

John Georg Heribert Vennerholm, född 10 maj 1858 i Falkenberg, död 1931, var en svensk veterinär och högskolelärare.

## Biografi
Vennerholm avlade mogenhetsexamen 1878 och veterinärexamen 1882 samt utnämndes samma år till distriktsveterinär i Sala. 1887 studerade han kirurgi och oftalmologi i Danmark och Tyskland och inhämtade därefter på offentligt svenskt uppdrag information om det civila veterinärväsendets administration i andra länder, och studerade med statsunderstöd veterinärskolors organisation och byggnadssätt.
Vennerholm tjänstgjorde vid Veterinärinstitutet i Stockholm 1888–1889 som t.f. professor i kirurgi och blev 1890 professor i detta ämne jämte operationslära och obstetrik samt chef för kliniken för yttre sjukdomar. Genom hans goda teoretiska och praktiska insikter inträdde undervisningen i dessa ämnen i ett nytt skede, och genom hans energiska arbete utvecklades den kirurgiska avdelningen till en mönsterinstitution. 1902 utnämndes han till föreståndare för Veterinärinstitutet, och efter en omorganisation och namnbyte blev han 1915 rektor för Veterinärhögskolan. Han avgick 31 augusti 1925 från rektoratet. I denna roll gjorde han stora insatser för veterinärundervisningens höjande. Tillkomsten av det 1911 färdigbyggda nya Veterinärinstitutet i Kräftriket och det tidigare institutets omorganisation till veterinärhögskola och likställighet med övriga högskolor var i väsentlig grad hans förtjänst.
Åren 1896–1919 var Vennerholm vice ordförande i Svenska veterinärläkareföreningen och bidrog mycket till den snabba utveckling, som veterinärväsendet under denna tid genomgick i såväl administrativt och organisatoriskt som socialt och ekonomiskt hänseende. Sin stora kirurgiska erfarenhet framlade han i Handbok i allmän veterinärkirurgi (1894), Handbok i allmän veterinäroperationslära (1895), Grunddragen af hästens operativa speciella kirurgi (1901; även utgiven på tyska), Grunddragen af hästens icke operativa speciella kirurgi (1914) och Husdjurens sjukdomar (tillsammans med Hjalmar Dahlström och Harry Stålfors, 1920). Han skrev även Krankheiten der weiblichen Geschlechtsorgane und der Milchdrüsen, incl. Ovariotomie (i Josef Bayer och Eugen Fröhners Handbuch der tierärztlichen Chirurgie und Geburtshilfe, III, 1897) och i facktidskrifter en mängd avhandlingar samt artiklar i Nordisk familjebok. Han var från 1896 utgivare av Svensk veterinärtidskrift. 
Vennerholm blev ledamot av Lantbruksakademien 1905 samt medicine hedersdoktor vid Uppsala universitet 1907 och vid Veterinärhögskolan i Berlin 1912.